# Diplazium fuenzalidae
Diplazium fuenzalidae là một loài dương xỉ trong họ Athyriaceae. Loài này được Esp. Bustos mô tả khoa học đầu tiên.